# Jaws (parcs Universal)
Pour les articles homonymes, voir Jaws.
Jaws est une attraction du parc à thème Universal Studios Japan, basée sur les films Les Dents de la mer (Jaws en version originale). L'attraction place les visiteurs à bord de bateaux d'excursion pour ce qui devrait être une visite tranquille du port d'Amity, mais devient à la place une poursuite entre l'embarcation et un grand requin blanc déterminé. Jaws est une version agrandie d'une attraction du Studio Tour à Universal Studios Hollywood, également inspiré par le film. 
L'attraction est située à Universal Studios Japan, près d'Osaka. Le parc Universal Studios Florida, à Orlando en avait également une version de 1990 à 2012.

## Histoire
L'attraction originale d'Universal Studios Florida a été inspirée par une petite attraction de Studio Tour à Universal Studios Hollywood, dans laquelle le tramway Studio Tour passait à travers plusieurs décors du film avant d'être attaqué par un requin animatronique connu sous le nom de Jaws. Cette attraction a ouvert ses portes en 1976 et continue de fonctionner à ce jour. 
Pour le projet de parc floridien, Universal a cherché à transformer les composants de l'attraction d'Hollywood en un trajet unique. Le manège original a été conçu par MCA / Universal Planning and Development, en partenariat avec Ride & Show Engineering, Inc., qui a conçu la scène originale. Steven Spielberg, qui a réalisé le premier film de la série, a également servi de consultant créatif pour l'attraction.

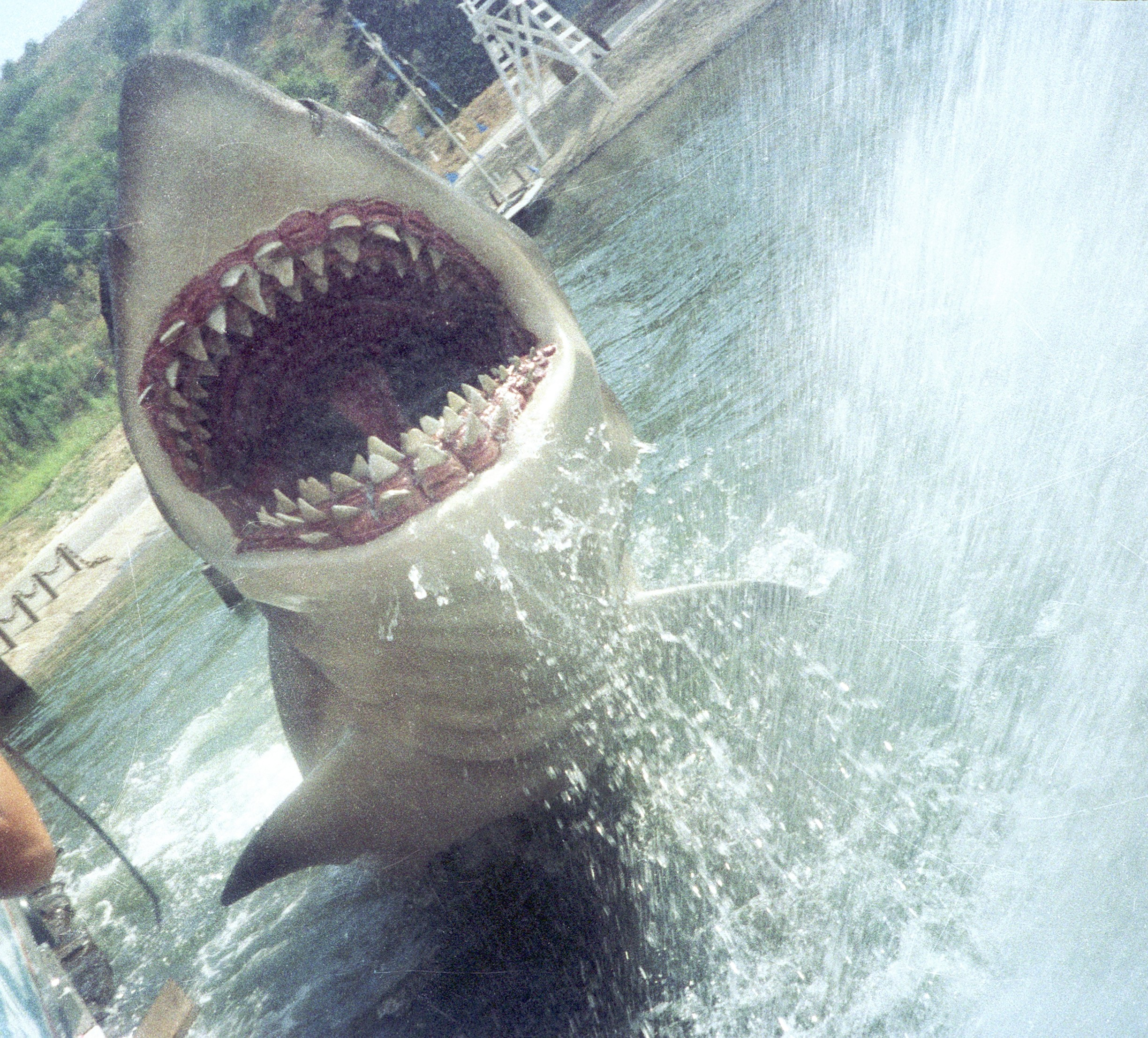
Attaque du requin animatronique.

L'attraction ouvre dans sa première version le 7 juin 1990. Composée de nombreux effets spéciaux complexes, les débuts connaissent des pannes importantes et persistantes. Universal décide de fermer temporairement l'attraction en août 1990 et décide de poursuivre Ride & Show Engineering, Inc. pour les erreurs de conception. Tout au long de l'année 1991 et au début de 1992, Universal a tenté de remettre à neuf les effets spéciaux dans le but d'une réouverture éventuelle, mais sans succès. Certains rapports ont révélé que les composants électroniques de haute technologie utilisés pour les requins avaient été endommagés en raison d'une imperméabilisation insuffisante.
Finalement, Universal collabore avec les sociétés Totally Fun, ITEC Entertainment, Intamin et Oceaneering International, qui ont ensemble installé un système entièrement neuf et de nouveaux effets spéciaux pour créer une version presque entièrement nouvelle. Certains des changements, qui ont entraîné une nouvelle conception du parcours, comprenaient le remplacement de deux scènes majeures; la première étant quand Jaws mord le bateau d'excursion et le tourne de 180 degrés (qui a été remplacé par une scène d'explosion); et la seconde étant la finale, qui était à l'origine vaguement basée sur le premier film, où le skipper tire une grenade dans la bouche du requin qui l'a fait exploser sous l'eau (qui a été remplacée par une finale basée sur Jaws 2 où le requin est électrocuté après avoir mordu un câble sous-marin relié à une installation haute tension). Oceaneering a fourni le requin animatronique. Roy Scheider, Lorraine Gary et Steven Spielberg ont participé à la réouverture officielle de l'attraction au printemps 1993.
Le 31 mars 2001, Jaws a officiellement ouvert ses portes à Universal Studios Japan. Le système de transport pour l'attraction a été développé par MTS Systems Corporation. 
À la suite des ouragans qui ont frappé le centre de la Floride en 2004, Universal a été contraint de fermer temporairement l'attraction en janvier 2005 en raison de la hausse du prix du pétrole, qui était utilisé pour attiser de nombreux effets pyrotechniques de l'attraction ainsi que des bateaux de tourisme. Le parcours a finalement rouvert ses portes en décembre 2005, mais a été classé "saisonnier" et ouvert uniquement les jours de forte affluence. Cela a duré jusqu'en février 2007, date à laquelle le manège a finalement été rouvert à plein temps après de nombreuses plaintes de clients. Lors de la fermeture de 2005, plusieurs modifications ont été apportées. L'attraction a été rénovée chaque année de 2008 à 2011.

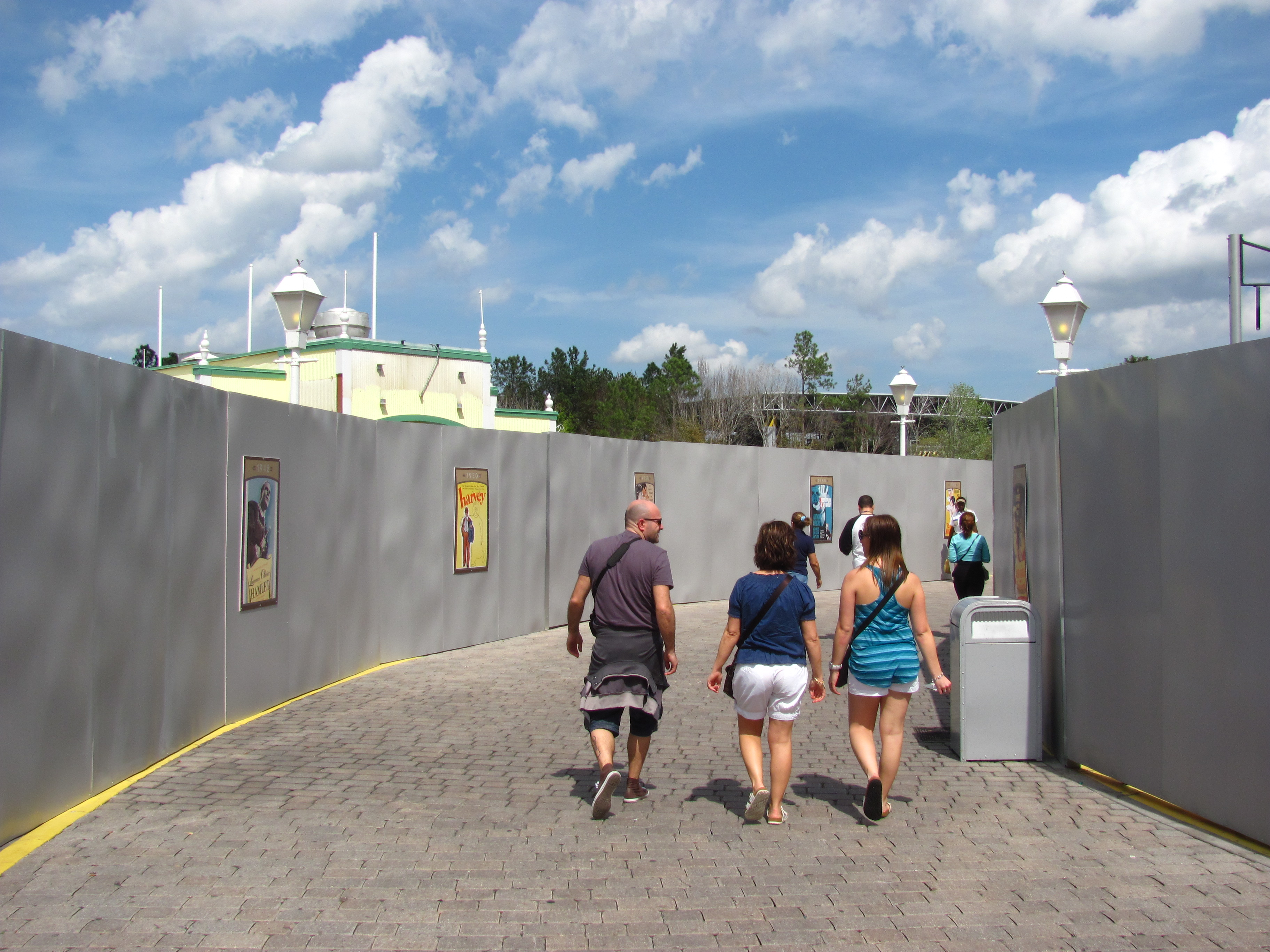
Palissades après l'annonce de fermeture de la version floridienne.

Le 2 décembre 2011, Universal Orlando Resort annonce que l'attraction Jaws ainsi que tout le secteur Amity d'Universal Studios Florida fermeraient définitivement le 2 janvier 2012, afin de "laisser la place à une nouvelle expérience passionnante". (La deuxième phase de The Wizarding World of Harry Potter). 
L'attraction a officiellement fermé ses portes le 2 janvier 2012 à 21h00 avec Michael Skipper, surnommé "Skip", offrant le dernier voyage à un groupe de 48 invités. Le lendemain matin, toute la zone d'Amity fut clôturée et complètement démolie dans les mois suivants. La statue de requin suspendu sur la place de la ville reste en hommage à l'attraction et se trouve dans le quartier du Fisherman's Wharf, dans la section du parc de San Francisco. 

## Galerie

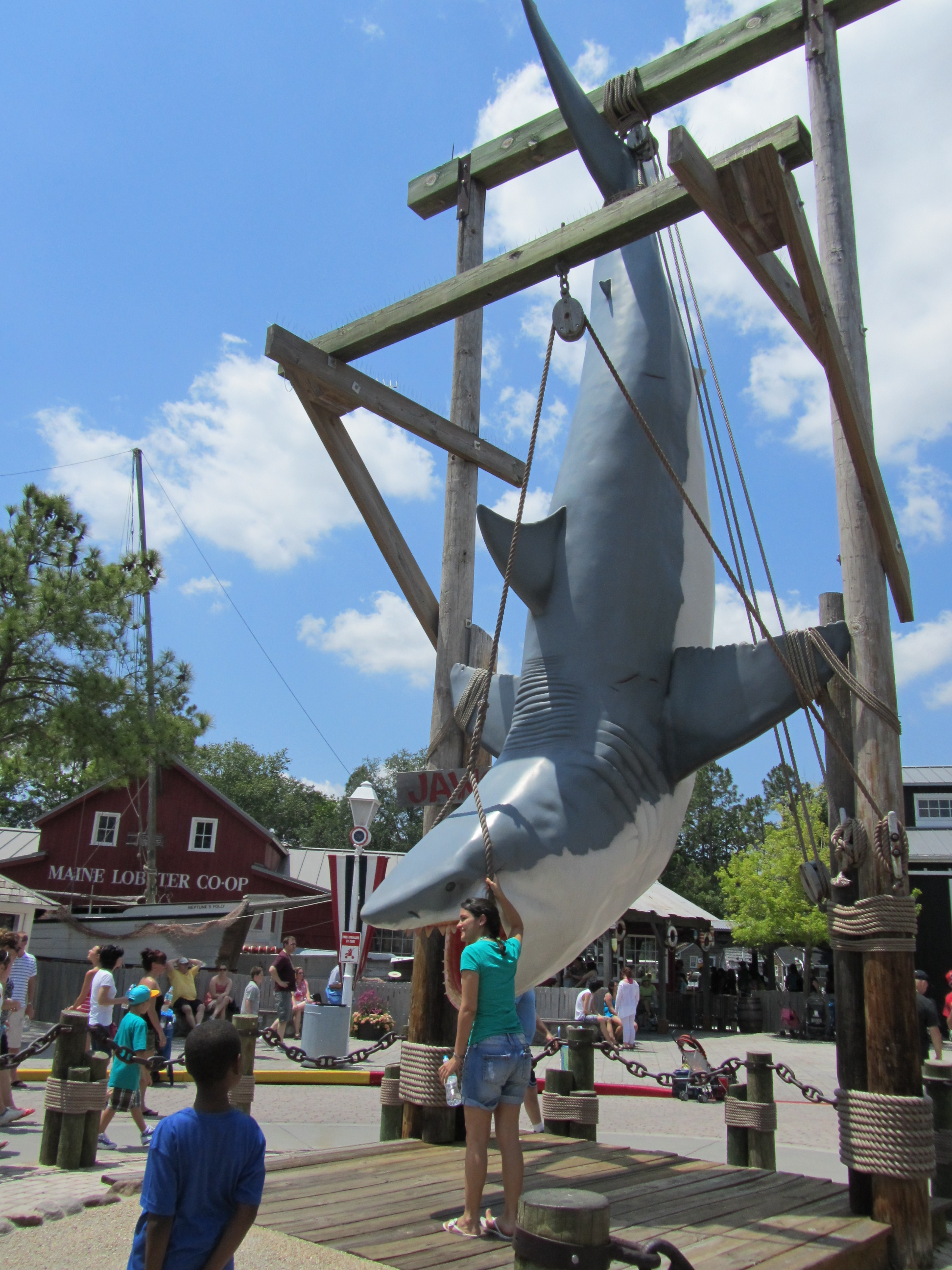
Requin suspendu à proximité de l'attraction en 2011 (Universal Studios Florida).
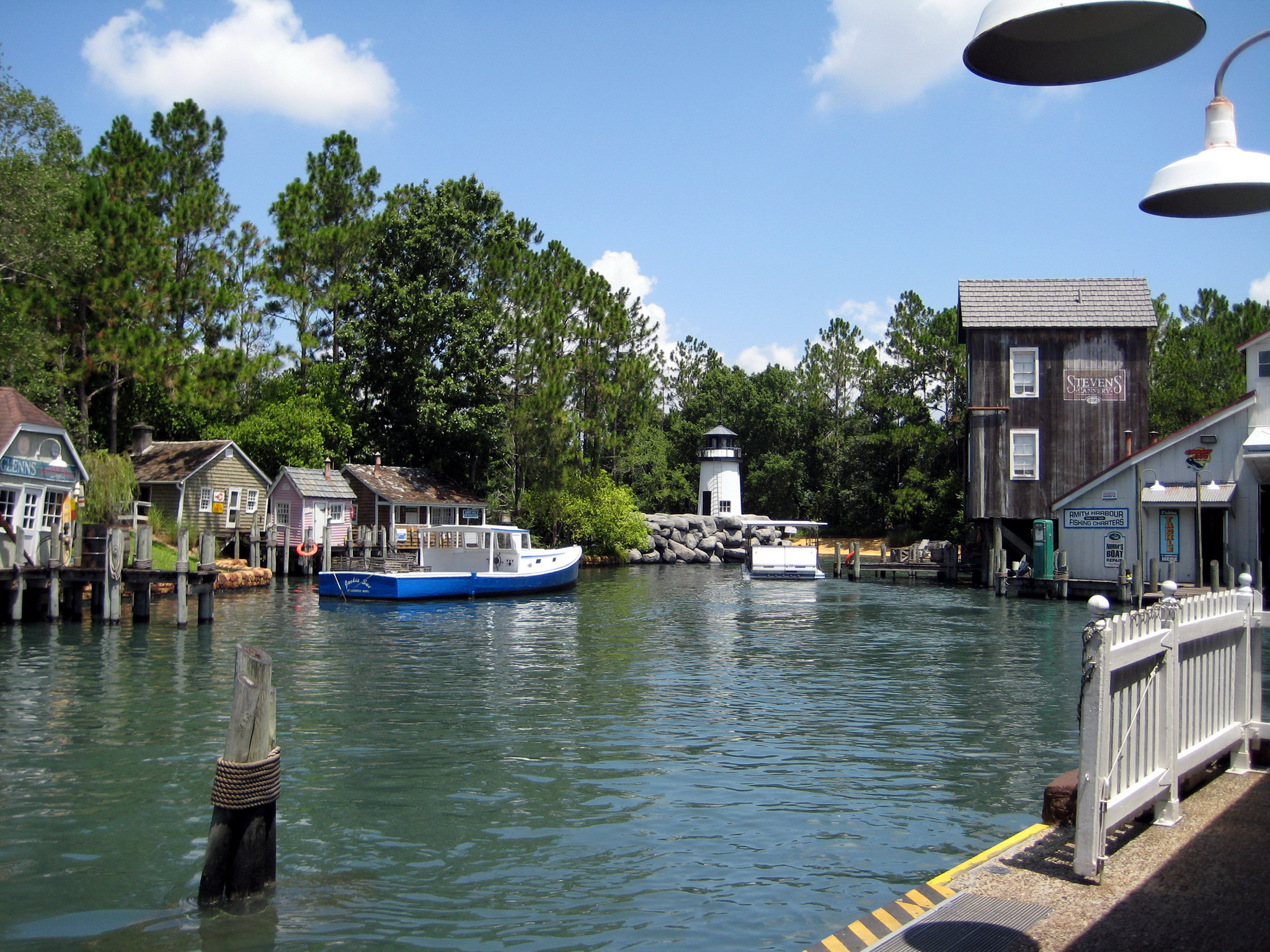
Décors représentant le port d'Amity (Universal Studios Florida).
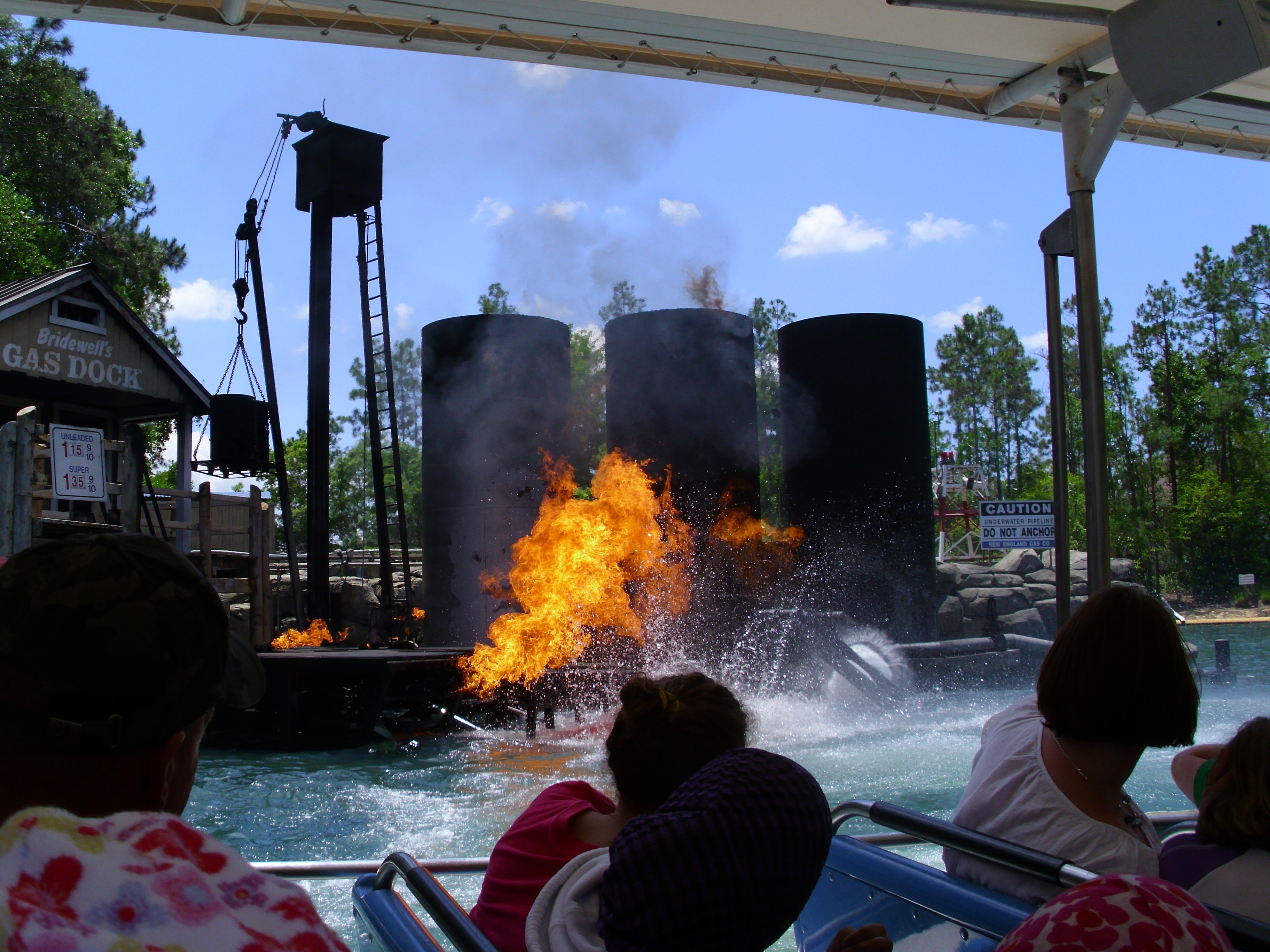
Effet pyrotechnique dans une des scènes (Universal Studios Florida).
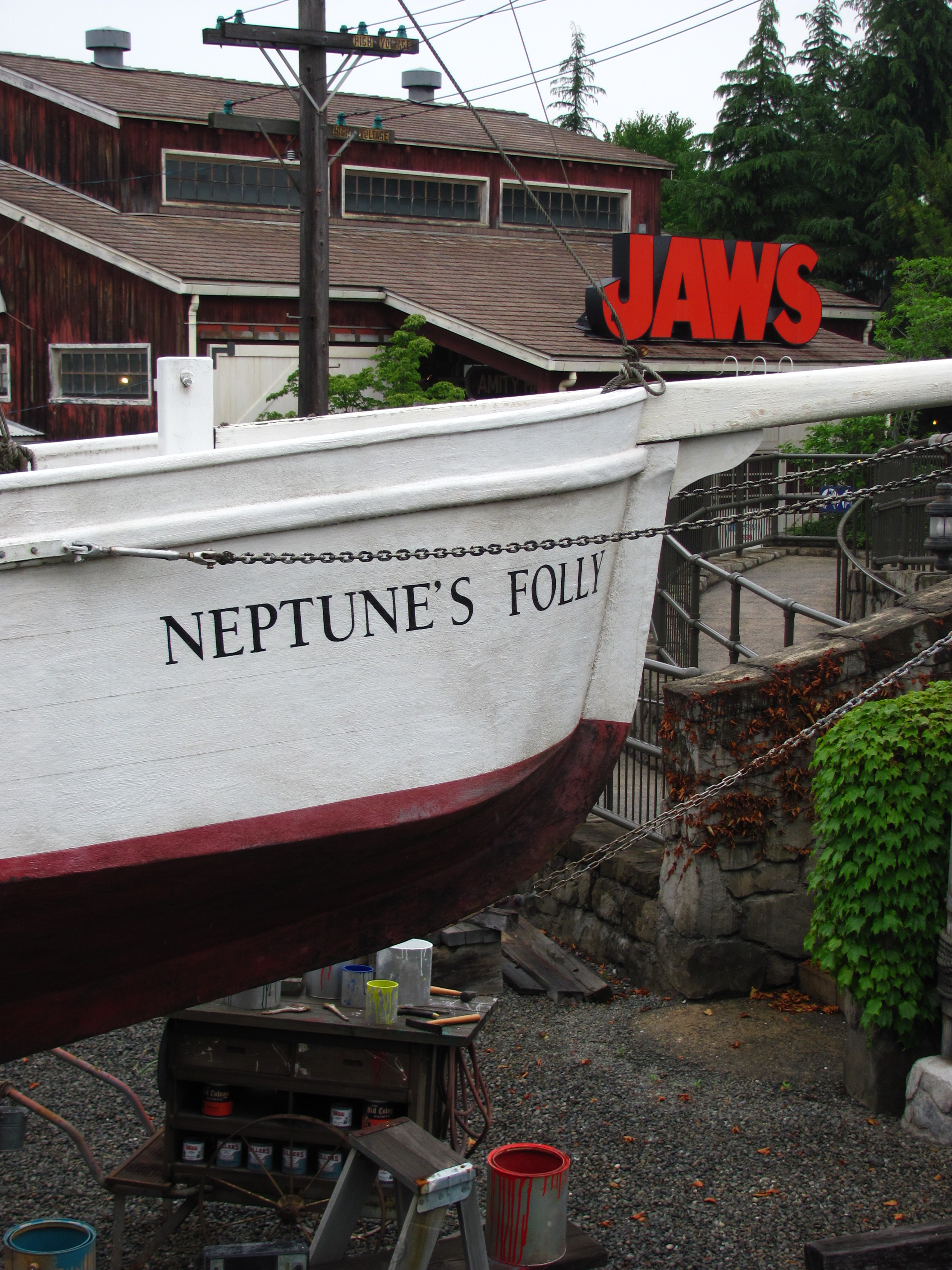
Entrée de l'attraction (Universal Studios Japan).
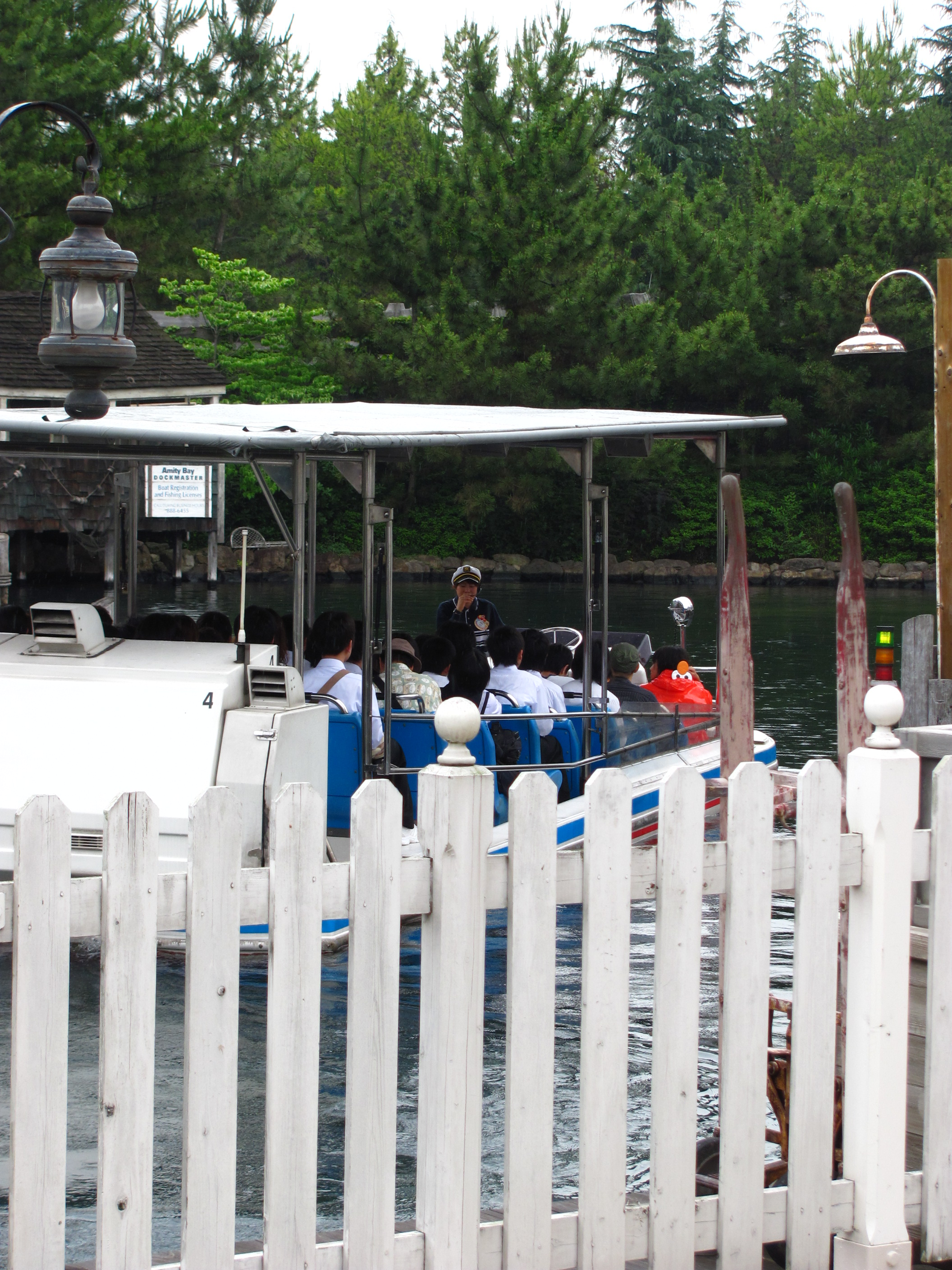
Embarcation à Universal Studios Japan.
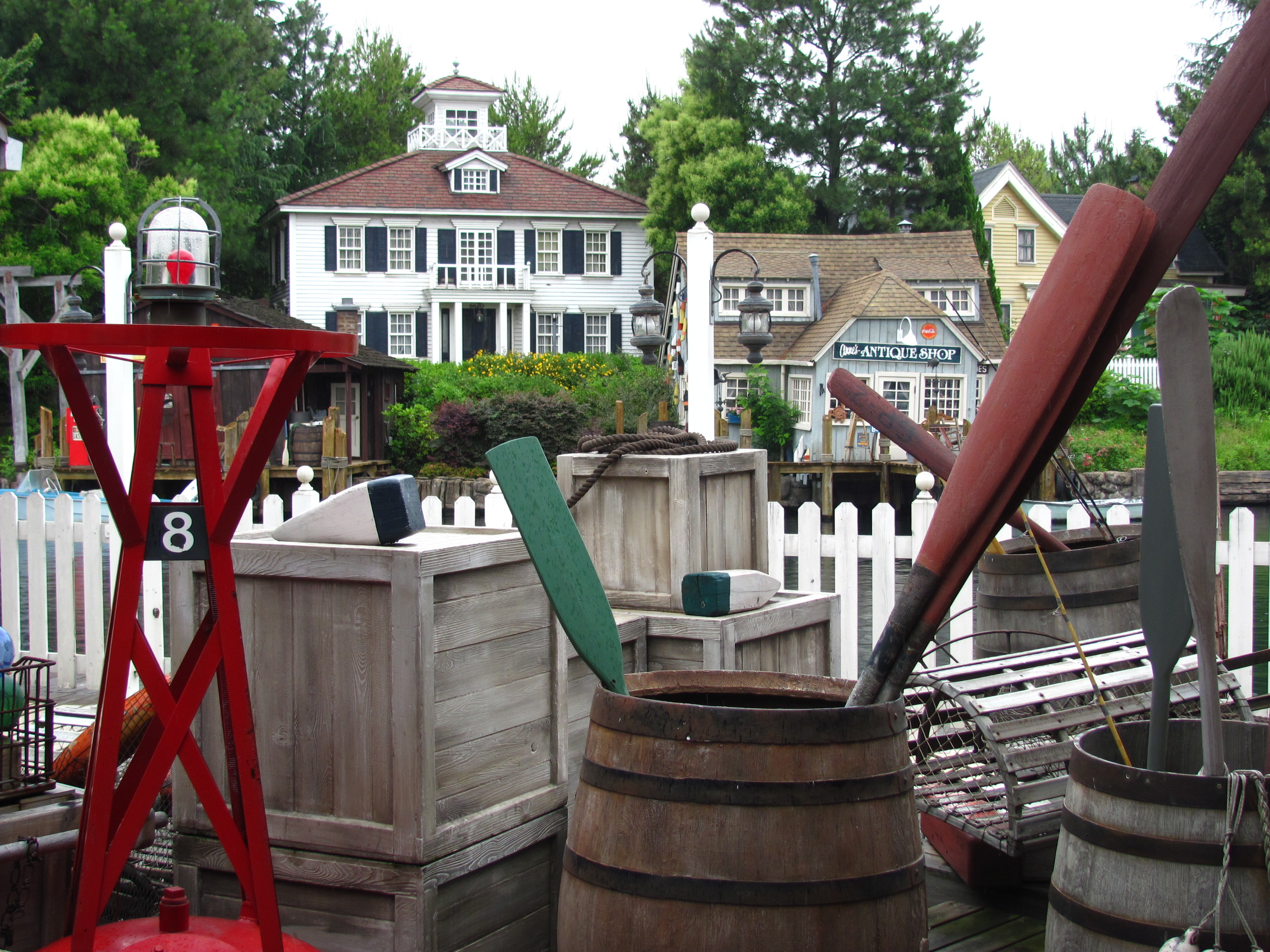
Décors représentant le port d'Amity (Universal Studios Japan).